# جون بوروز (سياسي)
جون بوروز هو سياسي أمريكي، ولد في 7 أبريل 1907 في روبرت لي في الولايات المتحدة، وتوفي في 21 مايو 1978 في بورتاليس في الولايات المتحدة. نشط حزبياً في الحزب الديمقراطي. وقد انتخب حاكم نيومكسيكو ‏ (1959 – 1961) وانتخب عضو مجلس نواب نيومكسيكو ‏.